# Подень (Ботошань)
Подень, Подені (рум. Podeni) — село у повіті Ботошані в Румунії. Входить до складу комуни Корлетень.
Село розташоване на відстані 389 км на північ від Бухареста, 19 км на північ від Ботошань, 110 км на північний захід від Ясс.

## Населення
За даними перепису населення 2002 року у селі проживали 503 особи, усі — румуни. Усі жителі села рідною мовою назвали румунську.